# لیلاج (فیلم ۱۳۹۵)
لیلاج فیلمی به کارگردانی داریوش یاری، نویسندگی سارا خسروآبادی و تهیه‌کنندگی علیرضا ابوالقاسمی‌نژاد ساختهٔ سال ۱۳۹۵ است.
این فیلم در سال ۱۳۹۵ با نام فصل شکار شروع به ساخت شده در سال ۱۳۹۸ به لیلاج تغییر نام پیدا کرده‌است. فیلم لیلاج در تاریخ ۶ آذر ۱۳۹۸ در سینماهای ایران اکران شده‌است.

## خلاصه داستان
رعنا نوازنده ساز در شرف برگزاری کنسرتی در اروپاست که باخبر می شود دخترش برای نجات پدرش به زادگاه رعنا رفته است. جایی که رعنا شانزده سال پیش درست در سن دخترش از آنجا فرار کرده است. رعنا کنسرت را رها میکند...

## بازیگران
- محیا دهقانی
- مهران احمدی
- حامد کمیلی
- رضا اخلاقی راد